# Aniselytron
Aniselytron es un género de plantas herbáceas de la familia Poaceae. Es originario de Sikkim, norte de Birmania, China, Japón, Taiwán, isla de Luzón y Sabah, al norte de Sumatra. Comprende 15 especies descritas y de estas, solo 2 aceptadas.

## Taxonomía
El género fue descrito por Elmer Drew Merrill y publicado en Philippine Journal of Science 5: 328. 1910. La especie tipo es: Aniselytron agrostoides Merr.

## Especies aceptadas
A continuación se brinda un listado de las especies del género Aniselytron aceptadas hasta julio de 2011, ordenadas alfabéticamente. Para cada una se indica el nombre binomial seguido del autor, abreviado según las convenciones y usos.
- Aniselytron agrostoides Merr.
- Aniselytron epileucum (Stapf ) Soják